# Kaan Ayhan
Kaan Ayhan (Gelsenkirchen, 10 november 1994) is een Turks-Duitse voetballer. Ayhan debuteerde in 2016 in het Turks voetbalelftal.

## Clubcarrière

### Schalke 04
Ayhan werd op vierjarige leeftijd opgenomen in de jeugdopleiding van Schalke 04. Hier tekende hij op 18 januari 2012 een profcontract waarmee hij zich tot medio 2015 aan Die Königsblauen verbond. Hij kreeg het rugnummer 24 toegewezen. Ayhan debuteerde op 5 oktober 2013 voor Schalke in de Bundesliga, in een met 4-1 gewonnen thuiswedstrijd tegen Augsburg. Hij viel drie minuten voor affluiten in voor Ádám Szalai, die tweemaal scoorde en daarvoor een publiekswissel kreeg van coach Jens Keller. Ayhan tekende op 4 november 2013 een contractverlenging tot medio 2017 bij Schalke. Op 3 mei 2014 scoorde hij zijn eerste doelpunt in de hoofdmacht van de club, in een competitiewedstrijd tegen SC Freiburg. In zijn debuutseizoen kwam hij tot een totaal van 14 optredens in competitieverband.

### Eintracht Frankfurt
In januari 2016 werd Ayhan voor de rest van het seizoen 2015/16 verhuurd aan Eintracht Frankfurt.

### Sassuolo
In de zomer van 2020 maakte Ayhan de overstap naar de Italiaanse middenklasser US Sassuolo, waar hij een vierjarig contract tekende. Sassuolo lichtte de transferclausule van 2,5 miljoen euro voor de verdediger.

### Galatasaray
In januari 2023 tekende hij een huurcontract met optie tot koop tot het einde van het seizoen met zijn jeugdliefde Galatasaray, dat € 600.000 betaalde voor zijn komst. Na het seizoen bleken de voorwaarden voor het intreden van de verplichte optie tot koop te zijn voldaan, waarna Galatasaray 2,8 miljoen euro betaalde voor zijn transfersom en hem definitief overnam. Bij Galatasaray ontwikkelde hij zich tot een verdedigende allrounder. Hij speelde wedstrijden als (verdedigend) middenvelder, rechtsback en linksback. Het seizoen 2023/24 werd het seizoen waarin hij met verre afstand de meeste wedstrijden speelde in zijn carrière tot dan toe. Hij speelde 48 wedstrijden, terwijl zijn voormalige hoogtepunt op 34 wedstrijden stond in het seizoen 2019/20 toen hij speelde voor Fortuna Düsseldorf.
In de zomer van 2025 werd Ayhan's contract opengebroken en verlengd tot medio 2028.

## Clubstatistieken
| Seizoen | Club                  | Land               | Competitie    | Competitie | Competitie | Competitie | Beker | Beker | Beker | Internationaal | Internationaal | Internationaal | Totaal | Totaal | Totaal |
| Seizoen | Club                  | Land               | Competitie    | Wed.       | Dlp.       | Ass.       | Wed.  | Dlp.  | Ass.  | Wed.           | Dlp.           | Ass.           | Wed.   | Dlp.   | Ass.   |
| ------- | --------------------- | ------------------ | ------------- | ---------- | ---------- | ---------- | ----- | ----- | ----- | -------------- | -------------- | -------------- | ------ | ------ | ------ |
| 2012/13 | Schalke 04            | Vlag van Duitsland | Bundesliga    | 0          | 0          | 0          | 0     | 0     | 0     | 0              | 0              | 0              | 0      | 0      | 0      |
| 2013/14 | Schalke 04            | Vlag van Duitsland | Bundesliga    | 14         | 1          | 0          | 0     | 0     | 0     | 1              | 0              | 0              | 15     | 0      | 0      |
| 2014/15 | Schalke 04            | Vlag van Duitsland | Bundesliga    | 15         | 0          | 0          | 0     | 0     | 0     | 4              | 0              | 1              | 19     | 0      | 1      |
| 2015/16 | Schalke 04            | Vlag van Duitsland | Bundesliga    | 1          | 0          | 0          | 0     | 0     | 0     | 4              | 0              | 1              | 5      | 0      | 1      |
| 2015/16 | → Eintracht Frankfurt | Vlag van Duitsland | Bundesliga    | 2          | 0          | 0          | 0     | 0     | 0     | —              | —              | —              | 2      | 0      | 0      |
| 2016/17 | Fortuna Düsseldorf    | Vlag van Duitsland | 2. Bundesliga | 23         | 1          | 1          | 1     | 0     | 0     | —              | —              | —              | 24     | 1      | 1      |
| 2017/18 | Fortuna Düsseldorf    | Vlag van Duitsland | 2. Bundesliga | 31         | 1          | 2          | 1     | 0     | 0     | —              | —              | —              | 32     | 1      | 2      |
| 2018/19 | Fortuna Düsseldorf    | Vlag van Duitsland | Bundesliga    | 28         | 4          | 2          | 3     | 0     | 0     | —              | —              | —              | 31     | 4      | 2      |
| 2019/20 | Fortuna Düsseldorf    | Vlag van Duitsland | Bundesliga    | 31         | 2          | 3          | 3     | 0     | 0     | —              | —              | —              | 34     | 2      | 3      |
| 2020/21 | Sassuolo              | Vlag van Italië    | Serie A       | 19         | 0          | 0          | 1     | 0     | 0     | —              | —              | —              | 20     | 0      | 0      |
| 2021/22 | Sassuolo              | Vlag van Italië    | Serie A       | 23         | 1          | 0          | 1     | 0     | 0     | —              | —              | —              | 24     | 1      | 0      |
| 2022/23 | Sassuolo              | Vlag van Italië    | Serie A       | 10         | 0          | 0          | 1     | 1     | 0     | —              | —              | —              | 11     | 1      | 0      |
| 2022/23 | → Galatasaray         | Vlag van Turkije   | Süper Lig     | 5          | 0          | 0          | 1     | 1     | 0     | —              | —              | —              | 6      | 1      | 0      |
| 2023/24 | Galatasaray           | Vlag van Turkije   | Süper Lig     | 35         | 1          | 3          | 1     | 0     | 0     | 12             | 0              | 0              | 48     | 1      | 3      |
| 2024/25 | Galatasaray           | Vlag van Turkije   | Süper Lig     | 30         | 1          | 4          | 5     | 0     | 0     | 8              | 0              | 0              | 43     | 1      | 4      |
| 2025/26 | Galatasaray           | Vlag van Turkije   | Süper Lig     | 2          | 0          | 0          | 0     | 0     | 0     | 0              | 0              | 0              | 2      | 0      | 0      |
| Totaal  | Totaal                | Totaal             | Totaal        | 269        | 12         | 15         | 18    | 2     | 0     | 29             | 0              | 2              | 316    | 13     | 17     |

Bijgewerkt tot en met 15 augustus 2025.

## Interlandcarrière
Ayhan kwam uit voor zowel Duitse als Turkse nationale jeugdelftallen. Hij speelde in 2009 twee interlands voor Turkije –17. Daarna speelde hij twintig wedstrijden voor Duitsland –17, onder meer op het EK –17 van 2011 en het WK –17 van 2011. Hij kwam vervolgens twee keer uit voor Duitsland –18 en debuteerde op 11 oktober 2013 in Turkije –21, tijdens een kwalificatiewedstrijd voor het EK –21 van 2015 tegen Griekenland –21.
Ayhan debuteerde op 31 augustus 2016 in het Turks voetbalelftal, in een oefeninterland thuis tegen Rusland (0–0). Zijn eerste interlanddoelpunt volgde op 25 maart 2019. Hij maakte toen het laatste doelpunt in een met 4–0 gewonnen EK-kwalificatiewedstrijd tegen Moldavië.

### EK 2020
Ayhan werd opgenomen in de selectie voor het EK 2020. Hij speelde alle groepswedstrijden mee, wat de geschiedenisboeken inging als de slechtste prestatie van het Turks nationaal voetbalelftal op een eindtoernooi. Alle wedstrijden werden verloren en er werd slechts eenmaal gescoord.

### EK 2024
Kaan Ayhan werd opnieuw opgenomen in de selectie voor het EK 2024. Wederom speelde hij in alle wedstrijden mee. In de eerste wedstrijd maakte hij de assist van het doelpunt van Arda Güler, waarmee Güler de jongste doelmaker werd die scoorde op zijn debuut op een Europees kampioenschap voetbal, een record dat op naam stond van Cristiano Ronaldo. Turkije wist het uiteindelijk te schoppen tot de kwartfinales van het toernooi, waarin het werd uitgeschakeld door Nederland.

### Lijst van interlands
| Interlands van Kaan Ayhan voor Turkije | Interlands van Kaan Ayhan voor Turkije | Interlands van Kaan Ayhan voor Turkije | Interlands van Kaan Ayhan voor Turkije | Interlands van Kaan Ayhan voor Turkije | Interlands van Kaan Ayhan voor Turkije |
| №                                      | Datum                                  | Wedstrijd                              | Uitslag                                | Competitie                             | Goals                                  |
| Als speler bij Feyenoord               | Als speler bij Feyenoord               | Als speler bij Feyenoord               | Als speler bij Feyenoord               | Als speler bij Feyenoord               | Als speler bij Feyenoord               |
| -------------------------------------- | -------------------------------------- | -------------------------------------- | -------------------------------------- | -------------------------------------- | -------------------------------------- |
| 1                                      | 31 augustus 2016                       | Turkije – Rusland                      | 0 – 0                                  | Vriendschappelijk                      |                                        |
| 2                                      | 5 september 2016                       | Kroatië – Turkije                      | 1 – 1                                  | Kwalificatie WK 2018                   |                                        |
| 3                                      | 6 oktober 2016                         | Turkije – Oekraïne                     | 2 – 2                                  | Kwalificatie WK 2018                   |                                        |
| 4                                      | 9 oktober 2016                         | IJsland – Turkije                      | 2 – 0                                  | Kwalificatie WK 2018                   |                                        |
| 5                                      | 27 maart 2017                          | Turkije – Moldavië                     | 3 – 1                                  | Vriendschappelijk                      |                                        |
| 6                                      | 5 juni 2017                            | Noord-Macedonië – Turkije              | 0 – 0                                  | Vriendschappelijk                      |                                        |
| 7                                      | 5 september 2017                       | Turkije – Kroatië                      | 1 – 0                                  | Kwalificatie WK 2018                   |                                        |
| 8                                      | 6 oktober 2017                         | Turkije – IJsland                      | 0 – 3                                  | Kwalificatie WK 2018                   |                                        |
| 9                                      | 23 maart 2018                          | Turkije – Ierland                      | 1 – 0                                  | Vriendschappelijk                      |                                        |
| 10                                     | 27 maart 2018                          | Montenegro – Turkije                   | 2 – 2                                  | Vriendschappelijk                      |                                        |
| 11                                     | 28 mei 2018                            | Turkije – Iran                         | 2 – 1                                  | Vriendschappelijk                      |                                        |
| 12                                     | 1 juni 2018                            | Tunesië – Turkije                      | 2 – 2                                  | Vriendschappelijk                      |                                        |
| 13                                     | 5 juni 2018                            | Rusland – Turkije                      | 1 – 1                                  | Vriendschappelijk                      |                                        |
| 14                                     | 7 september 2018                       | Turkije – Rusland                      | 1 – 2                                  | UEFA Nations League                    |                                        |
| 15                                     | 10 september 2018                      | Zweden – Turkije                       | 2 – 3                                  | UEFA Nations League                    |                                        |
| 16                                     | 11 oktober 2018                        | Turkije – Bosnië en Herzegovina        | 0 – 0                                  | Vriendschappelijk                      |                                        |
| 17                                     | 17 november 2018                       | Turkije – Zweden                       | 0 – 1                                  | UEFA Nations League                    |                                        |
| 18                                     | 20 november 2018                       | Turkije – Oekraïne                     | 0 – 0                                  | Vriendschappelijk                      |                                        |
| 19                                     | 22 maart 2019                          | Albanië – Turkije                      | 0 – 2                                  | Kwalificatie EK 2020                   |                                        |
| 20                                     | 25 maart 2019                          | Turkije – Moldavië                     | 4 – 0                                  | Kwalificatie EK 2020                   | 70'                                    |
| 21                                     | 30 mei 2019                            | Turkije – Griekenland                  | 2 – 1                                  | Vriendschappelijk                      |                                        |
| 22                                     | 8 juni 2019                            | Turkije – Frankrijk                    | 2 – 0                                  | Kwalificatie EK 2020                   | 30'                                    |
| 23                                     | 11 juni 2019                           | IJsland – Turkije                      | 2 – 1                                  | Kwalificatie EK 2020                   |                                        |
| 24                                     | 10 september 2019                      | Moldavië – Turkije                     | 0 – 4                                  | Kwalificatie EK 2020                   |                                        |
| 25                                     | 11 oktober 2019                        | Turkije – Albanië                      | 1 – 0                                  | Kwalificatie EK 2020                   |                                        |
| 26                                     | 14 oktober 2019                        | Frankrijk – Turkije                    | 1 – 1                                  | Kwalificatie EK 2020                   | 82'                                    |
| 27                                     | 14 november 2019                       | Turkije – IJsland                      | 0 – 0                                  | Kwalificatie EK 2020                   |                                        |
| 28                                     | 17 november 2019                       | Andorra – Turkije                      | 0 – 2                                  | Kwalificatie EK 2020                   |                                        |
| 29                                     | 3 september 2020                       | Turkije – Hongarije                    | 0 – 1                                  | UEFA Nations League                    |                                        |
| 30                                     | 7 oktober 2020                         | Duitsland – Turkije                    | 3 – 3                                  | Vriendschappelijk                      |                                        |
| 31                                     | 15 november 2020                       | Turkije – Rusland                      | 3 – 2                                  | UEFA Nations League                    |                                        |
| 32                                     | 18 november 2020                       | Hongarije – Turkije                    | 0 – 2                                  | UEFA Nations League                    |                                        |
| 33                                     | 24 maart 2021                          | Turkije – Nederland                    | 4 – 2                                  | Kwalificatie WK 2022                   |                                        |
| 34                                     | 27 maart 2021                          | Noorwegen – Turkije                    | 0 – 3                                  | Kwalificatie WK 2022                   |                                        |
| 35                                     | 27 mei 2021                            | Turkije – Azerbeidzjan                 | 2 – 1                                  | Vriendschappelijk                      | 44'                                    |
| 36                                     | 31 mei 2021                            | Turkije – Guinee                       | 0 – 0                                  | Vriendschappelijk                      |                                        |
| 37                                     | 3 juni 2021                            | Moldavië – Turkije                     | 0 – 2                                  | Vriendschappelijk                      |                                        |
| 38                                     | 11 juni 2021                           | Turkije – Italië                       | 0 – 3                                  | EK 2020                                |                                        |
| 39                                     | 16 juni 2021                           | Turkije – Wales                        | 0 – 2                                  | EK 2020                                |                                        |
| 40                                     | 20 juni 2021                           | Turkije – Zwitserland                  | 1 – 3                                  | EK 2020                                |                                        |
| 41                                     | 1 september 2021                       | Turkije – Montenegro                   | 2 – 2                                  | Kwalificatie WK 2022                   |                                        |
| 42                                     | 4 september 2021                       | Gibraltar – Turkije                    | 0 – 3                                  | Kwalificatie WK 2022                   |                                        |
| 43                                     | 7 september 2021                       | Nederland – Turkije                    | 6 – 1                                  | Kwalificatie WK 2022                   |                                        |
| 44                                     | 8 oktober 2021                         | Turkije – Noorwegen                    | 1 – 1                                  | Kwalificatie WK 2022                   |                                        |
| 45                                     | 16 november 2021                       | Montenegro – Turkije                   | 1 – 2                                  | Kwalificatie WK 2022                   |                                        |
| 46                                     | 29 maart 2022                          | Turkije – Italië                       | 2 – 3                                  | Vriendschappelijk                      |                                        |
| 47                                     | 4 juni 2022                            | Turkije – Faeröer                      | 4 – 0                                  | UEFA Nations League                    |                                        |
| 48                                     | 7 juni 2022                            | Litouwen – Turkije                     | 0 – 6                                  | UEFA Nations League                    |                                        |
| 49                                     | 14 juni 2022                           | Turkije – Litouwen                     | 2 – 0                                  | UEFA Nations League                    | 37'                                    |
| 50                                     | 22 september 2022                      | Turkije – Luxemburg                    | 3 – 3                                  | UEFA Nations League                    |                                        |
| 51                                     | 25 september 2022                      | Faeröer – Turkije                      | 2 – 1                                  | UEFA Nations League                    |                                        |
| 52                                     | 12 oktober 2023                        | Kroatië – Turkije                      | 0 – 1                                  | Kwalificatie EK 2024                   |                                        |
| 53                                     | 15 oktober 2023                        | Turkije – Letland                      | 4 – 0                                  | Kwalificatie EK 2024                   |                                        |
| 54                                     | 18 november 2023                       | Duitsland – Turkije                    | 2 – 3                                  | Vriendschappelijk                      |                                        |
| 55                                     | 21 november 2023                       | Wales – Turkije                        | 1 – 1                                  | Kwalificatie EK 2024                   |                                        |
| 56                                     | 26 maart 2024                          | Oostenrijk – Turkije                   | 6 – 1                                  | Vriendschappelijk                      |                                        |
| 57                                     | 4 juni 2024                            | Italië – Turkije                       | 0 – 0                                  | Vriendschappelijk                      |                                        |
| 58                                     | 10 juni 2024                           | Polen – Turkije                        | 2 – 1                                  | Vriendschappelijk                      |                                        |
| 59                                     | 18 juni 2024                           | Turkije – Georgië                      | 3 – 1                                  | EK 2024                                |                                        |
| 60                                     | 22 juni 2024                           | Turkije – Portugal                     | 0 – 3                                  | EK 2024                                |                                        |
| 61                                     | 26 juni 2024                           | Turkije – Tsjechië                     | 2 – 1                                  | EK 2024                                |                                        |
| 62                                     | 2 juli 2024                            | Turkije – Oostenrijk                   | 2 – 1                                  | EK 2024                                |                                        |
| 63                                     | 6 juli 2024                            | Turkije – Nederland                    | 1 – 2                                  | EK 2024                                |                                        |
| 64                                     | 6 september 2024                       | Wales – Turkije                        | 0 – 0                                  | UEFA Nations League                    |                                        |
| 65                                     | 9 september 2024                       | Turkije – IJsland                      | 3 – 1                                  | UEFA Nations League                    |                                        |
| 66                                     | 11 oktober 2024                        | Turkije – Montenegro                   | 1 – 0                                  | UEFA Nations League                    |                                        |
| 67                                     | 16 november 2024                       | Turkije – Wales                        | 0 – 0                                  | UEFA Nations League                    |                                        |
| 68                                     | 19 november 2024                       | Montenegro – Turkije                   | 3 – 1                                  | UEFA Nations League                    |                                        |
| 69                                     | 20 maart 2025                          | Turkije – Hongarije                    | 3 – 0                                  | UEFA Nations League                    |                                        |
| 70                                     | 7 juni 2025                            | Verenigde Staten – Turkije             | 1 – 2                                  | Vriendschappelijk                      |                                        |
| 71                                     | 11 juni 2025                           | Mexico – Turkije                       | 1 – 0                                  | Vriendschappelijk                      |                                        |

## Erelijst
| Competitie          |                    |                           |
| Competitie          | Aantal             | Jaren                     |
| Fortuna Düsseldorf  | Fortuna Düsseldorf | Fortuna Düsseldorf        |
| ------------------- | ------------------ | ------------------------- |
| 2. Bundesliga       | 1×                 | 2017/18                   |
| Galatasaray         |                    |                           |
| Süper Lig           | 3×                 | 2022/23, 2023/24, 2024/25 |
| Turkse voetbalbeker | 1×                 | 2024/25                   |
| Turkse supercup     | 1×                 | 2023                      |

## Privé
Ayhan is zelf geboren in Gelsenkirchen, maar zijn ouders komen uit Turkije. Zijn vader komt uit Yaycı, Iğdır en zijn moeder uit Maçka, Trabzon. Van zijn vaderskant is Ayhan etnisch Azerbeidzjaans. Zijn jongere broer Mertcan Ayhan is actief bij de jeugdopleiding van FC Schalke 04 en komt uit voor het Turks voetbalelftal onder 18.
4 Jakobs ·
5 Aydın ·
6 Sánchez ·
7 Sallai ·
8 Sara ·
9 Icardi ·
10 Sané ·
11 Akgün ·	
17 Elmalı ·
18 Kutlu ·
19 Güvenç ·
21 Kutucu ·
22 Zaniolo ·
23 Ayhan ·
24 Jelert ·
25 Nelsson ·
26 Cuesta ·
27 Köhn ·
30 Demir ·
33 Gürpüz ·
34 Torreira ·
42 Bardakcı ·
45 Osimhen ·
50  J. Yılmaz ·
53 B. Yılmaz ·
81 Bülbül ·
83 Akman ·
88 Karataş ·
90 Baltacı ·
91 Ünyay ·
99 Lemina ·
Coach: Buruk
1 Günok ·
2 Çelik ·
3 Demiral ·
4 Söyüncü ·
5 Yokuşlu ·
6 Tufan ·
7 Ünder ·
8 Toköz ·
9 Karaman ·
10 Çalhanoğlu ·
11 Yazıcı ·
12 Bayındır ·
13 Meraş ·
14 Antalyalı ·
15 Kabak ·
16 Ünal ·
17 B. Yılmaz  ·
18 R. Yılmaz ·
19 Kökçü ·
20 Ömür ·
21 Kahveci ·
22 Ayhan ·
23 Çakır ·
24 Aktürkoğlu ·
25 Müldür ·
26 Dervişoğlu ·
Coach: Güneş
1 Günok ·
2 Çelik ·
3 Demiral ·
4 Akaydın ·
5 Yokuşlu ·
6 Kökçü ·
7 Aktürkoğlu ·
8 Güler ·
9 Tosun ·
10 Çalhanoğlu  ·
11 Yazıcı ·
12 Bayındır ·
13 Kaplan ·
14 Bardakcı ·
15 Özcan ·
16 Yüksek ·
17 Kahveci ·
18 Müldür ·
19 Yıldız ·
20 Kadıoğlu ·
21 Yılmaz ·
22 Ayhan ·
23 Çakır ·
24 Kılıçsoy ·
25 Akgün ·
26 Yıldırım ·
Coach: Montella